# 塩野弥千夫
塩野 弥千夫 （しおの やちお、1959年3月20日 - ）は、日本の実業家。熊本県民テレビ代表取締役会長を務める。

## 来歴
神奈川県藤沢市出身。神奈川県立藤沢西高等学校を経て明治大学法学部卒業。
1982年4月に 日本テレビ放送網に入社した。
2014年に6月に営業局長となり、2016年6月に総務局上席出向局長として日本テレビワーク24へ出向した。
2017年6月から日本テレビワーク24の総務局執行役員を務めたのち、2018年6月に熊本県民テレビの代表取締役社長に就任。
2023年6月27日、専務取締役の宗田英成に社長を禅譲し、自らは代表取締役会長に就任した。